# Dakar (Yaoundé)
Pour les articles homonymes, voir Dakar (homonymie).
Dakar est un quartier de la ville de Yaoundé, capitale du Cameroun, situé dans l'arrondissement de Yaoundé III subdivision de la Communauté Urbaine de Yaoundé[réf. nécessaire].

## Histoire
Dans certaines villes du Cameroun, il existe des quartiers qui portent le nom des villes d’autres pays africains tels que Brazzaville à Douala et Madagascar à Yaoundé. C’est également le cas de Dakar[réf. nécessaire] qui est une propriété privée du huit fois champion du Cameroun, de 1948 à 1956, dans la catégorie poids moyens, le dénommé Monsieur Jean-Baptiste Ayissi Ntsama surnommé Ayisi Bikuda, le Boxeur.
En Outre, la localité a perdu son nom originel Esob Minlung, à la suite de la prolifération des maisons dans la Cité. Son nom désigne un affluent du fleuve Mfoundi  où l’on nettoyait des ignames sauvages, les minlung. A l’époque, vivre dans cette localité était signe de prestige.

## Géographie
Situé au Sud Ouest de la Ville de Yaoundé, il est entouré des quartiers Efoulan et Mvolyé.

## Lieux populaires
- Refuge pour enfants de la rue[4][source insuffisante]